# Корш-Саблін Володимир Володимирович
Володимир Володимирович Корш-Саблін (рос. Владимир Владимирович Корш-Са́блин; 29 березня 1900 (11 квітня 1900), Москва, Російська імперія — †6 липня 1974, Мінськ, Білоруська РСР) — білоруський актор, кінорежисер. Народний артист СРСР (1969). Лауреат Державної премії СРСР (1950).

## Біографія
Працював з 1917 р. у різних театрах.
Був асистентом кінорежисера Юрія Тарича у стрічці «Крила холопа» (1926, грав також царевича Івана).
Знявся в українських кінокартинах: «Непереможені» (1927, капіталіст), «Октябрюхов і Декабрюхов» (1928, великий князь Микола Миколайович), «Суддя Рейтанеску» (1929), «Педро» (1938, дід).
З 1930 р. — кінорежисер (фільми: «У вогні народжена», «Моя любов» (1940), «Костянтин Заслонов», «Шукачі щастя» (1936), «Перші випробування» (1961) та ін.).
Нагороджений орденами Трудового Червоного Прапора, «Знак Пошани».